# Karl Lagerfeld
Karl Lagerfeld, ursprungligen Karl Otto Lagerfeldt, född 10 september 1933 i Hamburg, död 19 februari 2019 i Neuilly-sur-Seine utanför Paris, var en tysk-fransk modeskapare. Lagerfeld var bosatt i Paris, där han även utförde det mesta av sitt arbete. Han var känd som chefsdesigner för modehuset Chanel.

## Biografi

### Uppväxt och karriär
Lagerfeld föddes i Hamburg. Som tonåring flyttade han till Paris. Lagerfeld gick i lära hos Pierre Balmain och arbetade tidigt hos modehuset Jean Patou, innan han började frilansa hos bolag som Mario Valentino, Repetto och Monoprix. 1974 skapade Lagerfeld sitt eget varumärke. Karl Lagerfeld tog över Chanels modehus 1983, tolv år efter Coco Chanels död. Lagerfelds tillträde innebar en nystart för Chanel, då han använde sig av Chanels svart/vita signum med innovativa modifikationer. Han arbetade även för Fendi. 
År 2004 designade Lagerfeld en kollektion med kläder till H&M. 2007 lanserades en av hans nya kollektioner i Sverige under varumärket K Karl Lagerfeld. I november 2010 presenterades ett designsamarbete med Lagerfeld och svenska Orrefors glasbruk. Första kollektionen lanserades under våren 2011 under namnet Orrefors by Karl Lagerfeld. Det var första gången Lagerfeld arbetade i glas.
Lagerfeld gjorde även en serie parfymer. Han verkade från 1987 fram till sin död som fotograf och kostymör.
Lagerfeld erhöll 2010 kommendörstecknet av hederslegionen.
Lagerfeld hade varit sjuklig i ett par veckor när han avled 2019. Han blev 85 år.

### Privatliv
Lagerfelds föräldrar hette Otto Lagerfeldt och Elisabeth, född Bahlman. Han hade två systrar, Martha Christiane och Thea. Det är känt att han hade ett bibliotek med mer än 300 000 böcker. 

#### Monaco
Lagerfeld tillbringade en del tid i Monaco och bodde i den statsägda villan Villa La Vigie mellan 1988 och 2000. Lagerfeld hade 1986 inlett en konversation om villan med fursten Rainier III av Monaco som meddelade att skulle få bo där så länge han önskade om han renoverade med egna medel. Lagerfeld renoverade villan fram till 1988 till en kostnad av 14 miljoner dollar. År 2013 avslöjade Lagerfeld i en intervju med tidskriften Vogue att han ägde takvåningen i skyskrapan Le Millefiori och att han långa tider brukade bo på Hôtel Hermitage och Hôtel de Paris.